# American Association of Geographers
Pour les articles homonymes, voir AAG.
L'American Association of Geographers (AAG) est une société savante à but non lucratif visant à faire progresser la connaissance, l'étude et l'importance de la géographie et des disciplines apparentées. Son siège se situe au 1710 16th St NW, Washington, D.C. L'organisation a été fondée le 29 décembre 1904 sous le nom d'Association of American Geographers et a fusionné avec l'American Society of Professional Geographers le 29 décembre 1948 à Madison. Elle porte son nom actuel depuis 2016. Actuellement, l'association compte plus de 10 000 membres représentant près de 60 pays. Les membres de l'AAG sont des géographes et des professionnels qui travaillent dans des secteurs publics, privés et académiques liés à la géographie.

## Historique
L'association est créée le 29 décembre 1904, à Philadelphie, sous le nom d'Association of American Geographers.

### Changement de nom
En 2016, la présidente de l'AAG, la Dr Sarah Witham Bednarz, annonce dans le bulletin de l'AAG que « À compter du 1er janvier 2016, l'AAG commencera à fonctionner sous le nom de "American Association of Geographers", plutôt que "Association of American Geographers"... dans un effort pour repenser nos systèmes de représentation afin de reconnaître notre internationalisme croissant. ». Le changement de nom reflète la diversité de l'organisation basée aux États-Unis et l'inclusion de membres et de participants non américains.

## Publications
Les Annals of the Association of American Geographers et The Professional Geographer sont les publications phares de l'association. L'AAG publie également une newsletter mensuelle contenant des réflexions sur les programmes académiques ou sur des questions sociales d'intérêt géographique, des offres d'emploi et des innovations de membres de l'AAG. L'association publie également le Guide to Geography Programs in the Americas, une description des programmes de géographie des différentes universités d'Amérique du Nord et du Sud et des cours de géographie. Une autre publication est Earth Interactions. 

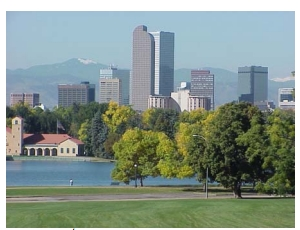
Denver, Colorado, site d'une des conférences annuelles de l'AAG

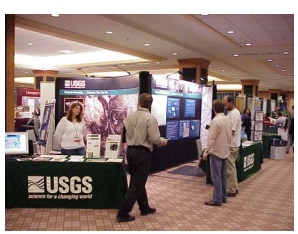
Hall d'exposition d'une conférence annuelle de l'AAG

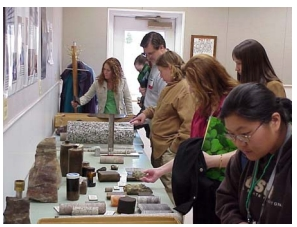
Visite de terrain à l'une des conférences annuelles de l'AAG, au Rock Core Research Center

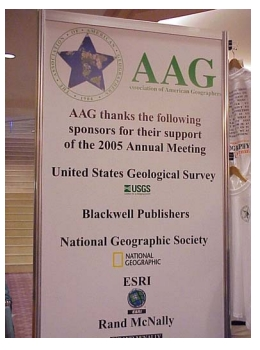
Panneau lors de la conférence annuel de l'AAG illustrant quelques-uns des partenaires que l'AAG a eu au cours de sa longue histoire

## Groupes de spécialité
L'AAG a plus de 70 groupes de spécialité/affinité. Ce sont des associations volontaires de membres de l'AAG partageant de même intérêts pour un sujet ou une région. Les groupes de spécialité ont souvent fourni une manière pour des géographes à intérêts communs de collaborer et de communiquer. L'AAG met d'ailleurs à disposition de ses membres le Knowledge Communities, un outil en ligne de différents moyens de collaboration.

## Conférences annuelles
Depuis plus d'un siècle, l'AAG tient une conférence annuelle pour la communauté des géographes. Au cours des dernières années, cette conférence a attiré en moyenne entre 7 000  et   9 000 participants. Elle offre plus de 4 000 articles et exposés sur des sujets aussi divers que l'humidité du sol, le changement climatique, la dynamique des populations, l'instabilité politique, l'agriculture durable, les risques naturels, et des technologies telles que les systèmes d'information géographique. Des ateliers pratiques sur les méthodes et les outils technologiques comptent pour une part importante de ces réunions. Les conférences annuelles offrent également une vaste salle d'exposition avec des éditeurs, des entreprises de technologie, des universités, des entreprises et des organisations à but non lucratif. Des excursions sont offertes dans les divers endroits où ces conférences sont organisées.
Les conférences annuelles se tiennent en février, mars ou avril chaque année. L'AAG parraine également les conférences régionales qui se déroulent à l'automne. Ces divisions régionales sont au nombre de 9, regroupant plusieurs États des États-Unis.

## Partenaires
Afin de promouvoir efficacement la géographie dans la société, l'association établit des partenariats, notamment avec des agences gouvernementales, ou des associations à but non-lucratif, notamment le National Council for Geographic Education, le United States Geological Survey, le National Institutes of Health et l'American Geosciences Institute.

## Récompenses

### Récompenses de l'AAG
L'American Association of Geographers délivre de nombreuses récompenses, dont la plus prestigieuse est la Lifetime Achievement Honors, délivrée chaque année depuis 1996 à un ou deux géographes. Entre 1976 et 1995, toutes les récompenses étaient des "AAG Honors". Entre 1951 et 1975, il existait deux récompenses, les "Meritorious Contributions" et les "Outstanding Achievement".
Parmi les autres récompenses :
- La James R. Anderson Medal of Honor (ou Anderson Medal) est décernée par l'AAG Applied Geography Specialty Group en reconnaissance d'une contribution remarquable à la progression de la géographie dans le domaine de l'industrie, du gouvernement, du service public, de la littérature, de l'éducation, de la recherche et de l'enseignement. Elle est nommée en l'honneur de James R. Anderson, ancien géographe en chef de l'U.S. Geological Survey[11].
- Le Harold M. Rose Award for Anti-Racism Research and Practice (ou Rose Award) est décerné un géographe qui a fait progresser la discipline par ses recherches et a également eu un impact sur la pratique antiraciste. Ce prix rend hommage à Harold M. Rose, un géographe pionnier de la recherche sur les conditions de vie des Afro-Américains[12].

L'AAG décerne également une série de prix pour des livres importants de et sur la géographie : le prix John Brinckerhoff Jackson, qui encourage et récompense les géographes américains qui écrivent des livres de géographie sur les États-Unis; le prix AAG Globe Book Award pour les livres qui vulgarisent la géographie, et le prix AAG Meridian Book Award pour un travail d'érudition exceptionnel en géographie.

### Récompenses décernées par les commissions de l'AAG
Il existe par ailleurs de nombreux prix décernés par les différentes commission (Specialty and Affinity Group) de l'AAG, parmi lesquelles :
- Le prix G. K. Gilbert d'excellence en recherche géomorphologique (à ne pas confondre avec le prix G. K. Gilbert décerné par la Geological Society of America) est décerné à l'auteur ou aux auteurs d'une contribution significative à la littérature de recherche publiée en géomorphologie[15].
- Le prix Janice Monk Service Award est décerné chaque année par le groupe Geographic Perspectives on Women de l'AAG. Une conférence de Janice Monk (Janice Monk Lecture) en géographie féministe est également organisée et publiée dans la revue Gender, Place and Culture[16].

## Liste des présidents et présidentes
- Cyrus C. Adams (1906–1907)
- Angelo Heilprin (1907)†
- Grove Karl Gilbert (1908–1909)
- William Morris Davis (1909–1910)
- Henry C. Cowles (1910–1911)
- Ralph Stockman Tarr (1911–1912)
- Rollin D. Salisbury (1912–1913)
- Henry G. Bryant (1913–1914)
- Albert Perry Brigham (1914–1915)
- Richard E. Dodge (1915–1916)
- Mark Jefferson (1916–1917)
- Robert DeC. Ward (1917–1918)
- Nevin M. Fenneman (1918–1919)
- Charles R. Dryer (1919–1920)
- Herbert E. Gregory (1920–1921)

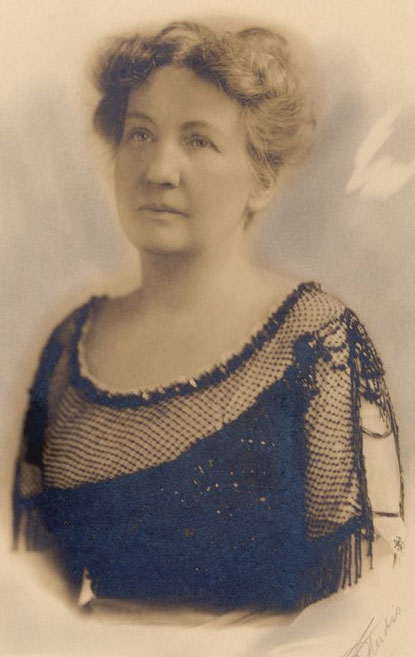
Ellen Churchill Semple, membre fondatrice et première femme présidente de l'AAG en 1921.

- Ellen Churchill Semple (1921–1922)
- Harlan H. Barrows (1922–1923)
- Ellsworth Huntington (1923–1924)
- Curtis F. Marbut (1924–1925)
- Ray H. Whitbeck (1925–1926)
- John Paul Goode (1926–1927)
- Marius R. Campbell (1927–1928)
- Douglas W. Johnson (1928–1929)
- Lawrence Martin (1929–1930)
- Almon E. Parkins (1930–1931)
- Isaiah Bowman (1931–1932)
- Oliver E. Baker (1932–1933)
- François E. Matthes (1933–1934)
- Wallace Walter Atwood (1934–1935)
- Charles C. Colby (1935–1936)
- William Herbert Hobbs (1936–1937)
- W. L. G. Joerg (1937–1938)
- Vernor C. Finch (1938–1939)
- Claude H. Birdseye (1939–1940)
- Carl O. Sauer (1940–1941)
- Griffith Taylor (1941–1942)
- J. Russell Smith (1942–1943)
- Hugh H. Bennett (1943–1944)
- Derwent Whittlesey (1944–1945)
- Robert S. Platt (1945–1946)
- John Kirtland Wright (1946–1947)
- Charles F. Brooks (1947–1948)
- Richard J. Russell (1948–1949)
- Richard Hartshorne (1949–1950)
- G. Donald Hudson (1950–1951)
- Preston E. James (1951–1952)
- Glenn Thomas Trewartha (1952–1953)
- J. Russell Whitaker (1953–1954)
- Joseph A. Russell (1954–1955)
- Louis O. Quam (1955–1956)
- Clarence F. Jones (1956–1957)
- Chauncy Harris (1957–1958)
- Lester E. Klimm (1958–1959)
- Paul Siple (1959–1960)
- Jan O. M. Broek (1960–1961)
- Gilbert F. White (1961–1962)
- Arch C. Gerlach (1962–1963)
- Arthur H. Robinson (1963–1964)
- Edward B. Espenshade, Jr. (1964–1965)
- Meredith F. Burrill (1965–1966)
- Walter M. Kollmorgen (1966–1967)
- Clyde F. Kohn (1967–1968)
- John R. Borchert (1968–1969)
- J. Ross Mackay (1969–1970)
- Norton S. Ginsburg (1970–1971)
- Edward J. Taaffe (1971–1972)
- Wilbur Zelinsky (1972–1973)
- Julian Wolpert (1973–1974)
- James J. Parsons (1974–1975)
- Marvin W. Mikesell (1975–1976)
- Harold M. Rose (1976–1977)
- Melvin G. Marcus (1977–1978)
- Brian Berry (1978–1979)
- John Fraser Hart (1979–1980)
- Nicholas Helburn (1980–1981)
- Richard Morrill (1981–1982)
- John S. Adams (1982–1983)
- Peirce F. Lewis (1983–1984)
- Risa Palm (1984–1985)
- Ronald F. Abler (1985–1986)
- George J. Demko (1986–1987)
- Terry G. Jordan (1987–1988)
- David Ward (1988–1989)
- Saul B. Cohen (1989–1990)
- Susan Hanson (1990–1991)
- John R. Mather (1991–1992)
- Thomas J. Wilbanks (1992–1993)
- Robert Kates (1993–1994)
- Stephen S. Birdsall (1994–1995)
- Judy M. Olson (1995–1996)
- Lawrence A. Brown (1996–1997)
- Patricia Gober (1997–1998)
- William L. Graf (1998–1999)
- Reginald Golledge (1999–2000)
- Susan L. Cutter (2000–01)
- Janice J. Monk (2001–02)
- Duane Nellis (2002–03)
- Alexander B. Murphy (2003–04)
- Victoria A. Lawson (2004–05)
- Richard A. Marston (2005–06)
- Kavita Pandit (2006–07)
- Thomas J. Baerwald (2007–08)
- John A. Agnew (2008–09)
- Carol P. Harden (2009–10)
- Kenneth E. Foote (2010–11)
- Audrey Kobayashi (2011–12)
- Eric Sheppard (2012–13)[17]
- Julie Winkler (2013–14)
- Mona Domosh (2014–15)
- Sarah Bednarz (2015–16)[18]
- Glen M. MacDonald (2016–17)
- Derek Alderman (2017–18)
- Sheryl Luzzadder-Beach (2018–19)
- David H. Kaplan (2019–20)
- Amy Lobben (2020–22)
- Marilyn Raphael (2022- )